# 몬테페란테
몬테페란테(이탈리아어: Monteferrante)는 이탈리아 아브루초주 키에티도에 있는 코무네이다.